# لیسه حبیبیه
لیسه حبیبیه واقع در کابل، نخستین مدرسه (مکتب) پایه‌گذاری شده (۱۹۰۳م/۱۲۸۲خ) در افغانستان است. بسیاری از سرشناسان افغانستان شامل محمد داوود، نجیب الله، صبغت الله مجددی،  محمداشرف غنی‌احمدزی، حامد کرزی و احمد ظاهر در آن تحصیل کرده‌اند.

## تاریخچه
این لیسه در سال ۱۹۰۳م/۱۲۸۲خ با دستور امیر حبیب الله خان در کابل، نزدیک جایی تاسیس شد که امروز به پل باغ عمومی معروف است. این لیسه در ابتدا دارای کلاس‌های ابتدایی بود که مدت چهار سال دوام می‌کرد. پس از آن دوره رشدیه (متوسطه اول) گردید که سه سال دوام می‌کرد و سپس دوره اعتدائیه بود که سه سال ادامه داشت. تدریس این مکتب (مدرسه) از طرف ۱۲ معلم هندی و ۱۲ معلم افغان پیش برده می‌شد. معلمان افغان همه روحانی، قاری و مولوی بودند. این مکتب در طی مدتی کوتاه به محلی برای جنبش روشنفکری و مشروطه‌خواهی تبدیل شد.
امیر حبیب الله این مکتب را دو بار مسدود نمود. مدیر این لیسه داکتری هندی به نام داکتر عبدالغنی خان بود. که مدت ۱۲ سال زندان رابه امر امیر حبیب الله سپری نمود. در دورهٔ امانیه این مکتب بسیار رشد نمود.
در سال‌های ۱۹۶۵-۱۹۶۹ ایالات متحده ساختمانی بزرگ را به تعداد ۱۴۴ صنف (کلاس) درسی و ۳ منزل (طبقه) با لابراتوارهای (آزمایشگاه) مجهز در منطقهٔ کارته سه کابل به همین نام اعمار نمود. این لیسه دورهٔ ثانوی و عالیه (صنف‌های ۷-۱۲) تدریس می‌نمود. این مدرسه از مدرن‌ترین لیسه‌ها در افغانستان به‌شمار می‌رفت. قسمتی از مصارف بعدی این مکتب را نیز ایالات متحدهٔ آمریکا بدوش خویش متقبل نموده بود و به صفت مکتب پروژهٔ آمریکا به‌شمار میرفت. همه ساله به تعداد ۳ تا ۹ نفر از متعلمان ممتاز فارغ صنف نهم به آمریکا غرض ادامهٔ تحصیل فرستاده می‌شدند.
در سال‌های ۱۹۹۲ این لیسه به دلیل جنگ‌های تنظیمی از میان رفت. پس از تحولات سال ۲۰۰۱ دولت هندوستان کار اعمار دوباره این مکتب را بدوش خود گرفت و در سال ۲۰۰۳ این مکتب توسط صدراعظم هند و رئیس‌جمهور افغانستان حامد کرزی دوباره افتتاح گردید.